# Галата (Истанбул)
Вижте пояснителната страница за други значения на Галата.
Галата (на турски: Karaköy) е квартал на Истанбул, Турция, разположен в район Бейоулу.
Намира се на северния бряг на Златния рог, срещу историческия център на града. Селището съществува през Късната античност, след което е изоставено, през XI век е еврейски квартал, а по-късно там се установяват чужди търговци. През 1267 година Галата става колония на Генуезката република, която изгражда там укрепления, от които днес е запазена известната кула Галата. След превземането на Константинопол от османците Галата запазва известна автономия и остава средище на генуезки и други западноевропейски търговци.
През XIX век е финансовият и търговски център на града с улица „Банкалар“, там се намира известният лицей „Галатасарай“. В дните след 25 август 1896, когато арменски въоръжени лица окупират Отоманската централна банка, кварталът е арена на кървави погроми и самоуправство от страна на местното население срещу съжителстващите с тях арменци.